# Banjole
Banjole, mjesto u južnoj Istri, oko 5 km južno od Pule, u sastavu općine Medulin. Prema popisu stanovnika iz 2001. Banjole imaju 937 stanovnika.

## Stanovništvo
| broj stanovnika |       |       | 118   | 161   | 227   | 478   |       | 375   | 331   | 322   | 369   | 344   | 473   | 707   | 937   | 983   | 958   |
|                 | 1857. | 1869. | 1880. | 1890. | 1900. | 1910. | 1921. | 1931. | 1948. | 1953. | 1961. | 1971. | 1981. | 1991. | 2001. | 2011. | 2021. |

## Šport
- NK Banjole

## Poznate osobe
- Josip Crnobori, hrvatski slikar
- Antun (Tone) Crnobori, hrvatski učitelj, profesor, publicist
- Marija Crnobori, hrvatska glumica

## Galerija
- Plaža Centinera
- Plaža Indije
- Plaža Lijon (Plaža del Mar)
- Aparthotel del Mar, Banjole
- Skulptura i sidro